# Principais realizações na ginástica por nação
Estas são quatro listas de conquistas em grandes eventos internacionais de ginástica de acordo com os resultados de primeiro, segundo e terceiro colocados obtidos por ginastas representando diferentes nações. O objetivo não é criar tabelas de medalhas combinadas; o foco é listar as melhores posições alcançadas por ginastas nas principais competições internacionais, classificando as nações de acordo com o maior número de pódios conquistados por ginastas dessas nações. Todas as sete disciplinas competitivas atualmente reconhecidas pela Federação Internacional de Ginástica (FIG) são cobertas: 1) ginástica acrobática, 2) ginástica aeróbica, 3) ginástica artística masculina, 4) ginástica artística feminina, 5) ginástica rítmica feminina, 6) trampolim e tumbling e 7) parkour.

## Resultados
Para a elaboração da lista, foram consultados os resultados de quatro grandes competições internacionais de nível sênior, a saber: 1) Jogos Olímpicos; 2) as diferentes edições dos Campeonatos Mundiais de Ginástica, organizados pela FIG para cada uma das modalidades de ginástica; 3) as diferentes etapas da Copa do Mundo FIG, bem como os eventos que a precederam - a Copa do Mundo IFSA e a Copa do Mundo FIT; e 4) os Jogos Mundiais, nos quais são disputadas modalidades de ginástica que ainda não fazem parte dos Jogos Olímpicos. De acordo com o Regulamento Técnico de 2018 estabelecido pela FIG, assim como os estatutos da organização, todas são consideradas competições oficiais da FIG. A FIG também considera a extinta Copa dos Quatro Continentes como uma competição oficial, mas como o torneio excluía as nações da Europa, os resultados não foram incluídos. Os Jogos Olímpicos, o Campeonato Mundial, a Copa do Mundo FIG e os Jogos Mundiais são as únicas competições internacionais seniores listadas em perfis individuais no banco de dados oficial da FIG, o que indica seu alto nível de importância. As competições que não são eventos oficiais da FIG, como o Grand Prix de Ginástica Rítmica ou as provas de ginástica da Universíada e dos Jogos da Boa Vontade, não foram consideradas para a criação desta lista.
As convenções usadas nesta tabela são AC para Ginástica Acrobática, AE para Ginástica Aeróbica, AM para Ginástica Artística Masculina, AF para Ginástica Artística Feminina, PK para Parkour, GR para Ginástica Rítmica, TT para Trampolim e Tumbling.
A tabela é pré-classificada pelo número total de resultados de primeiro lugar, resultados de segundo e terceiro lugar, respectivamente. Quando graduações iguais são fornecidas, as nações são listadas em ordem alfabética.

|      |                      | Jogos Olímpicos | Jogos Olímpicos | Jogos Olímpicos | Jogos Olímpicos | Campeonatos Mundiais | Campeonatos Mundiais | Campeonatos Mundiais | Campeonatos Mundiais | Campeonatos Mundiais | Campeonatos Mundiais | Campeonatos Mundiais | Copa do Mundo / Copa do Mundo Challenge | Copa do Mundo / Copa do Mundo Challenge | Copa do Mundo / Copa do Mundo Challenge | Copa do Mundo / Copa do Mundo Challenge | Copa do Mundo / Copa do Mundo Challenge | Copa do Mundo / Copa do Mundo Challenge | Copa do Mundo / Copa do Mundo Challenge | Jogos Mundiais | Jogos Mundiais | Jogos Mundiais | Jogos Mundiais | Jogos Mundiais | Número de | Número de | Número de |       |
| Pos. | Nação                | AM              | AF              | GR              | TT              | AC                   | AE                   | AM                   | AF                   | PK                   | GR                   | TT                   | AC                                      | AE                                      | AM                                      | AF                                      | PK                                      | GR                                      | TT                                      | AC             | AE             | PK             | GR             | TT             | 1         | 2         | 3         | Total |
| ---- | -------------------- | --------------- | --------------- | --------------- | --------------- | -------------------- | -------------------- | -------------------- | -------------------- | -------------------- | -------------------- | -------------------- | --------------------------------------- | --------------------------------------- | --------------------------------------- | --------------------------------------- | --------------------------------------- | --------------------------------------- | --------------------------------------- | -------------- | -------------- | -------------- | -------------- | -------------- | --------- | --------- | --------- | ----- |
| 1    | Ucrânia              |                 |                 |                 |                 |                      |                      |                      |                      |                      |                      |                      |                                         |                                         |                                         |                                         |                                         |                                         |                                         |                |                |                |                |                | 22        | 0         | 0         | 22    |
| 2    | Rússia               |                 |                 |                 |                 |                      |                      |                      |                      |                      |                      |                      |                                         |                                         |                                         |                                         |                                         |                                         |                                         |                |                |                |                |                | 21        | 0         | 0         | 21    |
| 3    | China                |                 |                 |                 |                 |                      |                      |                      |                      |                      |                      |                      |                                         |                                         |                                         |                                         |                                         |                                         |                                         |                |                |                |                |                | 19        | 2         | 0         | 21    |
| 4    | Bulgária             |                 |                 |                 |                 |                      |                      |                      |                      |                      |                      |                      |                                         |                                         |                                         |                                         |                                         |                                         |                                         |                |                |                |                |                | 17        | 1         | 1         | 19    |
| 5    | França               |                 |                 |                 |                 |                      |                      |                      |                      |                      |                      |                      |                                         |                                         |                                         |                                         |                                         |                                         |                                         |                |                |                |                |                | 15        | 1         | 3         | 19    |
| 6    | Espanha              |                 |                 |                 |                 |                      |                      |                      |                      |                      |                      |                      |                                         |                                         |                                         |                                         |                                         |                                         |                                         |                |                |                |                |                | 15        | 2         | 1         | 18    |
| 7    | Japão                |                 |                 |                 |                 |                      |                      |                      |                      |                      |                      |                      |                                         |                                         |                                         |                                         |                                         |                                         |                                         |                |                |                |                |                | 14        | 1         | 2         | 17    |
| 8    | Itália               |                 |                 |                 |                 |                      |                      |                      |                      |                      |                      |                      |                                         |                                         |                                         |                                         |                                         |                                         |                                         |                |                |                |                |                | 13        | 4         | 0         | 17    |
| 9    | Alemanha             |                 |                 |                 |                 |                      |                      |                      |                      |                      |                      |                      |                                         |                                         |                                         |                                         |                                         |                                         |                                         |                |                |                |                |                | 13        | 3         | 1         | 17    |
| 10   | Grã-Bretanha         |                 |                 |                 |                 |                      |                      |                      |                      |                      |                      |                      |                                         |                                         |                                         |                                         |                                         |                                         |                                         |                |                |                |                |                | 12        | 2         | 3         | 17    |
| 11   | Bielorrússia         |                 |                 |                 |                 |                      |                      |                      |                      |                      |                      |                      |                                         |                                         |                                         |                                         |                                         |                                         |                                         |                |                |                |                |                | 14        | 1         | 1         | 16    |
| 12   | Azerbaijão           |                 |                 |                 |                 |                      |                      |                      |                      |                      |                      |                      |                                         |                                         |                                         |                                         |                                         |                                         |                                         |                |                |                |                |                | 7         | 4         | 4         | 15    |
| 13   | Polônia              |                 |                 |                 |                 |                      |                      |                      |                      |                      |                      |                      |                                         |                                         |                                         |                                         |                                         |                                         |                                         |                |                |                |                |                | 13        | 0         | 1         | 14    |
| 14   | Estados Unidos       |                 |                 |                 |                 |                      |                      |                      |                      |                      |                      |                      |                                         |                                         |                                         |                                         |                                         |                                         |                                         |                |                |                |                |                | 12        | 2         | 0         | 14    |
| 15   | Hungria              |                 |                 |                 |                 |                      |                      |                      |                      |                      |                      |                      |                                         |                                         |                                         |                                         |                                         |                                         |                                         |                |                |                |                |                | 9         | 3         | 2         | 14    |
| 16   | Países Baixos        |                 |                 |                 |                 |                      |                      |                      |                      |                      |                      |                      |                                         |                                         |                                         |                                         |                                         |                                         |                                         |                |                |                |                |                | 9         | 2         | 3         | 14    |
| 17   | Suécia               |                 |                 |                 |                 |                      |                      |                      |                      |                      |                      |                      |                                         |                                         |                                         |                                         |                                         |                                         |                                         |                |                |                |                |                | 9         | 1         | 4         | 14    |
| 18   | Bélgica              |                 |                 |                 |                 |                      |                      |                      |                      |                      |                      |                      |                                         |                                         |                                         |                                         |                                         |                                         |                                         |                |                |                |                |                | 8         | 4         | 2         | 14    |
| 19   | Austrália            |                 |                 |                 |                 |                      |                      |                      |                      |                      |                      |                      |                                         |                                         |                                         |                                         |                                         |                                         |                                         |                |                |                |                |                | 7         | 5         | 2         | 14    |
| 20   | Brasil               |                 |                 |                 |                 |                      |                      |                      |                      |                      |                      |                      |                                         |                                         |                                         |                                         |                                         |                                         |                                         |                |                |                |                |                | 13        | 0         | 0         | 13    |
| 21   | Grécia               |                 |                 |                 |                 |                      |                      |                      |                      |                      |                      |                      |                                         |                                         |                                         |                                         |                                         |                                         |                                         |                |                |                |                |                | 10        | 1         | 1         | 12    |
| 22   | Romênia              |                 |                 |                 |                 |                      |                      |                      |                      |                      |                      |                      |                                         |                                         |                                         |                                         |                                         |                                         |                                         |                |                |                |                |                | 9         | 2         | 1         | 12    |
| 23   | Israel               |                 |                 |                 |                 |                      |                      |                      |                      |                      |                      |                      |                                         |                                         |                                         |                                         |                                         |                                         |                                         |                |                |                |                |                | 10        | 0         | 1         | 11    |
| 24   | Canadá               |                 |                 |                 |                 |                      |                      |                      |                      |                      |                      |                      |                                         |                                         |                                         |                                         |                                         |                                         |                                         |                |                |                |                |                | 8         | 2         | 1         | 11    |
| 25   | Suíça                |                 |                 |                 |                 |                      |                      |                      |                      |                      |                      |                      |                                         |                                         |                                         |                                         |                                         |                                         |                                         |                |                |                |                |                | 7         | 2         | 2         | 11    |
| 26   | Coreia do Sul        |                 |                 |                 |                 |                      |                      |                      |                      |                      |                      |                      |                                         |                                         |                                         |                                         |                                         |                                         |                                         |                |                |                |                |                | 8         | 0         | 2         | 10    |
| 27   | México               |                 |                 |                 |                 |                      |                      |                      |                      |                      |                      |                      |                                         |                                         |                                         |                                         |                                         |                                         |                                         |                |                |                |                |                | 7         | 1         | 2         | 10    |
| 27   | Coreia do Norte      |                 |                 |                 |                 |                      |                      |                      |                      |                      |                      |                      |                                         |                                         |                                         |                                         |                                         |                                         |                                         |                |                |                |                |                | 7         | 1         | 2         | 10    |
| 29   | Cazaquistão          |                 |                 |                 |                 |                      |                      |                      |                      |                      |                      |                      |                                         |                                         |                                         |                                         |                                         |                                         |                                         |                |                |                |                |                | 6         | 2         | 2         | 10    |
| 30   | Uzbequistão          |                 |                 |                 |                 |                      |                      |                      |                      |                      |                      |                      |                                         |                                         |                                         |                                         |                                         |                                         |                                         |                |                |                |                |                | 6         | 0         | 4         | 10    |
| 31   | Portugal             |                 |                 |                 |                 |                      |                      |                      |                      |                      |                      |                      |                                         |                                         |                                         |                                         |                                         |                                         |                                         |                |                |                |                |                | 6         | 3         | 0         | 9     |
| 32   | Nova Zelândia        |                 |                 |                 |                 |                      |                      |                      |                      |                      |                      |                      |                                         |                                         |                                         |                                         |                                         |                                         |                                         |                |                |                |                |                | 4         | 2         | 2         | 8     |
| 33   | Turquia              |                 |                 |                 |                 |                      |                      |                      |                      |                      |                      |                      |                                         |                                         |                                         |                                         |                                         |                                         |                                         |                |                |                |                |                | 6         | 0         | 1         | 7     |
| 34   | Áustria              |                 |                 |                 |                 |                      |                      |                      |                      |                      |                      |                      |                                         |                                         |                                         |                                         |                                         |                                         |                                         |                |                |                |                |                | 5         | 0         | 2         | 7     |
| 35   | Finlândia            |                 |                 |                 |                 |                      |                      |                      |                      |                      |                      |                      |                                         |                                         |                                         |                                         |                                         |                                         |                                         |                |                |                |                |                | 4         | 2         | 1         | 7     |
| 36   | Letônia              |                 |                 |                 |                 |                      |                      |                      |                      |                      |                      |                      |                                         |                                         |                                         |                                         |                                         |                                         |                                         |                |                |                |                |                | 3         | 2         | 2         | 7     |
| 37   | Vietnã               |                 |                 |                 |                 |                      |                      |                      |                      |                      |                      |                      |                                         |                                         |                                         |                                         |                                         |                                         |                                         |                |                |                |                |                | 5         | 0         | 1         | 6     |
| 38   | Eslovênia            |                 |                 |                 |                 |                      |                      |                      |                      |                      |                      |                      |                                         |                                         |                                         |                                         |                                         |                                         |                                         |                |                |                |                |                | 4         | 0         | 2         | 6     |
| 39   | Argentina            |                 |                 |                 |                 |                      |                      |                      |                      |                      |                      |                      |                                         |                                         |                                         |                                         |                                         |                                         |                                         |                |                |                |                |                | 3         | 1         | 2         | 6     |
| 40   | Dinamarca            |                 |                 |                 |                 |                      |                      |                      |                      |                      |                      |                      |                                         |                                         |                                         |                                         |                                         |                                         |                                         |                |                |                |                |                | 2         | 4         | 0         | 6     |
| 41   | República Tcheca     |                 |                 |                 |                 |                      |                      |                      |                      |                      |                      |                      |                                         |                                         |                                         |                                         |                                         |                                         |                                         |                |                |                |                |                | 2         | 3         | 1         | 6     |
| 42   | Geórgia              |                 |                 |                 |                 |                      |                      |                      |                      |                      |                      |                      |                                         |                                         |                                         |                                         |                                         |                                         |                                         |                |                |                |                |                | 1         | 1         | 4         | 6     |
| 43   | África do Sul        |                 |                 |                 |                 |                      |                      |                      |                      |                      |                      |                      |                                         |                                         |                                         |                                         |                                         |                                         |                                         |                |                |                |                |                | 3         | 2         | 0         | 5     |
| 44   | Taipé Chinês         |                 |                 |                 |                 |                      |                      |                      |                      |                      |                      |                      |                                         |                                         |                                         |                                         |                                         |                                         |                                         |                |                |                |                |                | 2         | 3         | 0         | 5     |
| 45   | Eslováquia           |                 |                 |                 |                 |                      |                      |                      |                      |                      |                      |                      |                                         |                                         |                                         |                                         |                                         |                                         |                                         |                |                |                |                |                | 2         | 0         | 3         | 5     |
| 46   | Croácia              |                 |                 |                 |                 |                      |                      |                      |                      |                      |                      |                      |                                         |                                         |                                         |                                         |                                         |                                         |                                         |                |                |                |                |                | 3         | 1         | 0         | 4     |
| 46   | Irlanda              |                 |                 |                 |                 |                      |                      |                      |                      |                      |                      |                      |                                         |                                         |                                         |                                         |                                         |                                         |                                         |                |                |                |                |                | 3         | 1         | 0         | 4     |
| 46   | Filipinas            |                 |                 |                 |                 |                      |                      |                      |                      |                      |                      |                      |                                         |                                         |                                         |                                         |                                         |                                         |                                         |                |                |                |                |                | 3         | 1         | 0         | 4     |
| 49   | Chile                |                 |                 |                 |                 |                      |                      |                      |                      |                      |                      |                      |                                         |                                         |                                         |                                         |                                         |                                         |                                         |                |                |                |                |                | 3         | 0         | 1         | 4     |
| 50   | Argélia              |                 |                 |                 |                 |                      |                      |                      |                      |                      |                      |                      |                                         |                                         |                                         |                                         |                                         |                                         |                                         |                |                |                |                |                | 2         | 2         | 0         | 4     |
| 51   | Cuba                 |                 |                 |                 |                 |                      |                      |                      |                      |                      |                      |                      |                                         |                                         |                                         |                                         |                                         |                                         |                                         |                |                |                |                |                | 2         | 1         | 1         | 4     |
| 51   | Porto Rico           |                 |                 |                 |                 |                      |                      |                      |                      |                      |                      |                      |                                         |                                         |                                         |                                         |                                         |                                         |                                         |                |                |                |                |                | 2         | 1         | 1         | 4     |
| 53   | Lituânia             |                 |                 |                 |                 |                      |                      |                      |                      |                      |                      |                      |                                         |                                         |                                         |                                         |                                         |                                         |                                         |                |                |                |                |                | 1         | 2         | 1         | 4     |
| 54   | Armênia              |                 |                 |                 |                 |                      |                      |                      |                      |                      |                      |                      |                                         |                                         |                                         |                                         |                                         |                                         |                                         |                |                |                |                |                | 2         | 1         | 0         | 3     |
| 54   | Colômbia             |                 |                 |                 |                 |                      |                      |                      |                      |                      |                      |                      |                                         |                                         |                                         |                                         |                                         |                                         |                                         |                |                |                |                |                | 2         | 1         | 0         | 3     |
| 56   | Noruega              |                 |                 |                 |                 |                      |                      |                      |                      |                      |                      |                      |                                         |                                         |                                         |                                         |                                         |                                         |                                         |                |                |                |                |                | 2         | 0         | 1         | 3     |
| 57   | Islândia             |                 |                 |                 |                 |                      |                      |                      |                      |                      |                      |                      |                                         |                                         |                                         |                                         |                                         |                                         |                                         |                |                |                |                |                | 1         | 1         | 1         | 3     |
| 58   | República Dominicana |                 |                 |                 |                 |                      |                      |                      |                      |                      |                      |                      |                                         |                                         |                                         |                                         |                                         |                                         |                                         |                |                |                |                |                | 2         | 0         | 0         | 2     |
| 58   | Venezuela            |                 |                 |                 |                 |                      |                      |                      |                      |                      |                      |                      |                                         |                                         |                                         |                                         |                                         |                                         |                                         |                |                |                |                |                | 2         | 0         | 0         | 2     |
| 60   | Egito                |                 |                 |                 |                 |                      |                      |                      |                      |                      |                      |                      |                                         |                                         |                                         |                                         |                                         |                                         |                                         |                |                |                |                |                | 1         | 1         | 0         | 2     |
| 60   | Jordânia             |                 |                 |                 |                 |                      |                      |                      |                      |                      |                      |                      |                                         |                                         |                                         |                                         |                                         |                                         |                                         |                |                |                |                |                | 1         | 1         | 0         | 2     |
| 62   | Chipre               |                 |                 |                 |                 |                      |                      |                      |                      |                      |                      |                      |                                         |                                         |                                         |                                         |                                         |                                         |                                         |                |                |                |                |                | 1         | 0         | 1         | 2     |
| 62   | Hong Kong            |                 |                 |                 |                 |                      |                      |                      |                      |                      |                      |                      |                                         |                                         |                                         |                                         |                                         |                                         |                                         |                |                |                |                |                | 1         | 0         | 1         | 2     |
| 62   | Índia                |                 |                 |                 |                 |                      |                      |                      |                      |                      |                      |                      |                                         |                                         |                                         |                                         |                                         |                                         |                                         |                |                |                |                |                | 1         | 0         | 1         | 2     |
| 65   | Indonésia            |                 |                 |                 |                 |                      |                      |                      |                      |                      |                      |                      |                                         |                                         |                                         |                                         |                                         |                                         |                                         |                |                |                |                |                | 0         | 1         | 1         | 2     |
| 66   | Albânia              |                 |                 |                 |                 |                      |                      |                      |                      |                      |                      |                      |                                         |                                         |                                         |                                         |                                         |                                         |                                         |                |                |                |                |                | 1         | 0         | 0         | 1     |
| 66   | Guatemala            |                 |                 |                 |                 |                      |                      |                      |                      |                      |                      |                      |                                         |                                         |                                         |                                         |                                         |                                         |                                         |                |                |                |                |                | 1         | 0         | 0         | 1     |
| 66   | Irã                  |                 |                 |                 |                 |                      |                      |                      |                      |                      |                      |                      |                                         |                                         |                                         |                                         |                                         |                                         |                                         |                |                |                |                |                | 1         | 0         | 0         | 1     |
| 66   | Luxemburgo           |                 |                 |                 |                 |                      |                      |                      |                      |                      |                      |                      |                                         |                                         |                                         |                                         |                                         |                                         |                                         |                |                |                |                |                | 1         | 0         | 0         | 1     |
| 66   | Malásia              |                 |                 |                 |                 |                      |                      |                      |                      |                      |                      |                      |                                         |                                         |                                         |                                         |                                         |                                         |                                         |                |                |                |                |                | 1         | 0         | 0         | 1     |
| 66   | Panamá               |                 |                 |                 |                 |                      |                      |                      |                      |                      |                      |                      |                                         |                                         |                                         |                                         |                                         |                                         |                                         |                |                |                |                |                | 1         | 0         | 0         | 1     |
| 66   | Peru                 |                 |                 |                 |                 |                      |                      |                      |                      |                      |                      |                      |                                         |                                         |                                         |                                         |                                         |                                         |                                         |                |                |                |                |                | 1         | 0         | 0         | 1     |
| 66   | Síria                |                 |                 |                 |                 |                      |                      |                      |                      |                      |                      |                      |                                         |                                         |                                         |                                         |                                         |                                         |                                         |                |                |                |                |                | 1         | 0         | 0         | 1     |
| 66   | Tunísia              |                 |                 |                 |                 |                      |                      |                      |                      |                      |                      |                      |                                         |                                         |                                         |                                         |                                         |                                         |                                         |                |                |                |                |                | 1         | 0         | 0         | 1     |
| 75   | Escócia              |                 |                 |                 |                 |                      |                      |                      |                      |                      |                      |                      |                                         |                                         |                                         |                                         |                                         |                                         |                                         |                |                |                |                |                | 0         | 1         | 0         | 1     |
| 75   | Tailândia            |                 |                 |                 |                 |                      |                      |                      |                      |                      |                      |                      |                                         |                                         |                                         |                                         |                                         |                                         |                                         |                |                |                |                |                | 0         | 1         | 0         | 1     |
| 77   | Estônia              |                 |                 |                 |                 |                      |                      |                      |                      |                      |                      |                      |                                         |                                         |                                         |                                         |                                         |                                         |                                         |                |                |                |                |                | 0         | 0         | 1         | 1     |
| 77   | Mongólia             |                 |                 |                 |                 |                      |                      |                      |                      |                      |                      |                      |                                         |                                         |                                         |                                         |                                         |                                         |                                         |                |                |                |                |                | 0         | 0         | 1         | 1     |
| 77   | Marrocos             |                 |                 |                 |                 |                      |                      |                      |                      |                      |                      |                      |                                         |                                         |                                         |                                         |                                         |                                         |                                         |                |                |                |                |                | 0         | 0         | 1         | 1     |
| 77   | Sérvia               |                 |                 |                 |                 |                      |                      |                      |                      |                      |                      |                      |                                         |                                         |                                         |                                         |                                         |                                         |                                         |                |                |                |                |                | 0         | 0         | 1         | 1     |

1. ↑  Seguindo os registros oficiais, as medalhas conquistadas pela Alemanha Ocidental (RFA), Alemanha Oriental (RDA), Equipe Unificada da Alemanha (EUA) nos Jogos Olímpicos de 1956, 1960 e 1964, e Alemanha (GER) são contadas separadamente.[13][14]
2. ↑  O relatório oficial do Campeonato Mundial de Ginástica de Trampolim de 1965 lista o medalhista de bronze no tumbling masculino, Peter Davies, como um atleta representando o País de Gales (WAL).[15] No entanto, os registros oficiais da Federação Internacional de Ginástica afirmam que Davies representava a Grã-Bretanha (GBR).[16] Da mesma forma, os resultados oficiais da época sugerem que alguns atletas representavam a Inglaterra, enquanto os registros oficiais da Federação Internacional de Ginástica indicam que esses atletas representavam a Grã-Bretanha.[16]
3. ↑  Documentos oficiais da Federação Internacional de Ginástica creditam uma medalha de prata conquistada no Campeonato Mundial de Ginástica de Trampolim de 1982 como uma medalha para a Escócia (SCO), em vez da Grã-Bretanha (GBR).[14][13]

### Dos principais eventos juvenis
Para a elaboração desta lista, foram consultados os resultados das principais competições internacionais de nível juvenil, conforme segue: 1) Jogos Olímpicos da Juventude, e 2) Campeonatos Mundiais Juvenis de Ginástica na ginástica acrobática (anteriormente conhecida como acrobacia esportiva), ginástica artística e ginástica rítmica. Antes de se unir à FIG em 1999, a Federação Internacional de Acrobacia Esportiva (IFSA) organizou e promoveu Campeonatos Mundiais Juvenis de ginástica acrobática de 1989 a 1999.
Atualmente, a FIG organiza competições periódicas do Mundial Age Group de ginástica aeróbica, ginástica acrobática e trampolim. O antigo órgão regulador do trampolim, a Federação Internacional de Trampolim (FIT), incorporada à FIG em 1998, também organizou competições de Age Groups de 1973 a 1996. As competições do Mundial Age Group não foram consideradas para a elaboração desta lista porque esses eventos não são oficialmente denominados Campeonatos Mundiais. Em 2019, o Campeonato Mundial Juvenil foi realizado pela primeira vez na ginástica artística e na ginástica rítmica.
As convenções usadas nesta tabela são AC para Ginástica Acrobática, AM para Ginástica Artística Masculina, AF para Ginástica Artística Feminina, GR para Ginástica Rítmica, TT para Trampolim. A ginástica aeróbica e o parkour não foram disputados nas Olimpíadas da Juventude, nem foram organizados campeonatos mundiais juvenis para essas modalidades.
A tabela é pré-classificada pelo número total de resultados de primeiro lugar, resultados de segundo e terceiro lugar, respectivamente. Quando graduações iguais são fornecidas, as nações são listadas em ordem alfabética.
|      |                 | Jogos Olímpicos da Juventude | Jogos Olímpicos da Juventude | Jogos Olímpicos da Juventude | Jogos Olímpicos da Juventude | Jogos Olímpicos da Juventude | Mundiais Juvenis | Mundiais Juvenis | Mundiais Juvenis | Mundiais Juvenis | Número de | Número de | Número de |       |
| Pos. | Nação           | AC                           | AM                           | AF                           | GR                           | TT                           | AC               | AM               | AF               | GR               | 1         | 2         | 3         | Total |
| ---- | --------------- | ---------------------------- | ---------------------------- | ---------------------------- | ---------------------------- | ---------------------------- | ---------------- | ---------------- | ---------------- | ---------------- | --------- | --------- | --------- | ----- |
| 1    | Rússia          |                              |                              |                              |                              |                              |                  |                  |                  |                  | 6         | 1         | 1         | 8     |
| 2    | Ucrânia         |                              |                              |                              |                              |                              |                  |                  |                  |                  | 4         | 2         | 2         | 8     |
| 3    | China           |                              |                              |                              |                              |                              |                  |                  |                  |                  | 6         | 0         | 0         | 6     |
| 4    | Itália          |                              |                              |                              |                              |                              |                  |                  |                  |                  | 3         | 1         | 2         | 6     |
| 4    | Japão           |                              |                              |                              |                              |                              |                  |                  |                  |                  | 3         | 1         | 2         | 6     |
| 6    | Grã-Bretanha    |                              |                              |                              |                              |                              |                  |                  |                  |                  | 2         | 3         | 1         | 6     |
| 7    | Estados Unidos  |                              |                              |                              |                              |                              |                  |                  |                  |                  | 3         | 0         | 2         | 5     |
| 8    | Romênia         |                              |                              |                              |                              |                              |                  |                  |                  |                  | 2         | 3         | 0         | 5     |
| 9    | Canadá          |                              |                              |                              |                              |                              |                  |                  |                  |                  | 1         | 1         | 3         | 5     |
| 10   | Alemanha        |                              |                              |                              |                              |                              |                  |                  |                  |                  | 0         | 4         | 1         | 5     |
| 11   | Bulgária        |                              |                              |                              |                              |                              |                  |                  |                  |                  | 3         | 1         | 0         | 4     |
| 12   | Bielorrússia    |                              |                              |                              |                              |                              |                  |                  |                  |                  | 1         | 3         | 0         | 4     |
| 13   | Hungria         |                              |                              |                              |                              |                              |                  |                  |                  |                  | 0         | 3         | 1         | 4     |
| 14   | Brasil          |                              |                              |                              |                              |                              |                  |                  |                  |                  | 1         | 2         | 0         | 3     |
| 15   | Cazaquistão     |                              |                              |                              |                              |                              |                  |                  |                  |                  | 1         | 0         | 2         | 3     |
| 16   | Espanha         |                              |                              |                              |                              |                              |                  |                  |                  |                  | 0         | 2         | 1         | 3     |
| 17   | Austrália       |                              |                              |                              |                              |                              |                  |                  |                  |                  | 0         | 1         | 2         | 3     |
| 18   | Azerbaijão      |                              |                              |                              |                              |                              |                  |                  |                  |                  | 1         | 1         | 0         | 2     |
| 18   | Israel          |                              |                              |                              |                              |                              |                  |                  |                  |                  | 1         | 1         | 0         | 2     |
| 20   | França          |                              |                              |                              |                              |                              |                  |                  |                  |                  | 1         | 0         | 1         | 2     |
| 20   | Coreia do Sul   |                              |                              |                              |                              |                              |                  |                  |                  |                  | 1         | 0         | 1         | 2     |
| 22   | Bélgica         |                              |                              |                              |                              |                              |                  |                  |                  |                  | 0         | 2         | 0         | 2     |
| 23   | Egito           |                              |                              |                              |                              |                              |                  |                  |                  |                  | 0         | 1         | 1         | 2     |
| 24   | Uzbequistão     |                              |                              |                              |                              |                              |                  |                  |                  |                  | 0         | 0         | 2         | 2     |
| 25   | Argentina       |                              |                              |                              |                              |                              |                  |                  |                  |                  | 1         | 0         | 0         | 1     |
| 25   | Armênia         |                              |                              |                              |                              |                              |                  |                  |                  |                  | 1         | 0         | 0         | 1     |
| 25   | Colômbia        |                              |                              |                              |                              |                              |                  |                  |                  |                  | 1         | 0         | 0         | 1     |
| 25   | Cuba            |                              |                              |                              |                              |                              |                  |                  |                  |                  | 1         | 0         | 0         | 1     |
| 25   | Mongólia        |                              |                              |                              |                              |                              |                  |                  |                  |                  | 1         | 0         | 0         | 1     |
| 25   | Nova Zelândia   |                              |                              |                              |                              |                              |                  |                  |                  |                  | 1         | 0         | 0         | 1     |
| 25   | Polônia         |                              |                              |                              |                              |                              |                  |                  |                  |                  | 1         | 0         | 0         | 1     |
| 32   | Lituânia        |                              |                              |                              |                              |                              |                  |                  |                  |                  | 0         | 1         | 0         | 1     |
| 32   | Coreia do Norte |                              |                              |                              |                              |                              |                  |                  |                  |                  | 0         | 1         | 0         | 1     |
| 32   | Turquia         |                              |                              |                              |                              |                              |                  |                  |                  |                  | 0         | 1         | 0         | 1     |
| 35   | Áustria         |                              |                              |                              |                              |                              |                  |                  |                  |                  | 0         | 0         | 1         | 1     |
| 35   | Irã             |                              |                              |                              |                              |                              |                  |                  |                  |                  | 0         | 0         | 1         | 1     |
| 35   | Letônia         |                              |                              |                              |                              |                              |                  |                  |                  |                  | 0         | 0         | 1         | 1     |
| 35   | Noruega         |                              |                              |                              |                              |                              |                  |                  |                  |                  | 0         | 0         | 1         | 1     |
| 35   | Portugal        |                              |                              |                              |                              |                              |                  |                  |                  |                  | 0         | 0         | 1         | 1     |
| 35   | Suécia          |                              |                              |                              |                              |                              |                  |                  |                  |                  | 0         | 0         | 1         | 1     |

### Equipes históricas
Estas são listas de resultados alcançados por ginastas de nações extintas, equipes históricas ou equipes compostas por ginastas representando diferentes Comitês Olímpicos Nacionais (CONs).
As convenções usadas nesta tabela são AC para Ginástica Acrobática, AE para Ginástica Aeróbica, AM para Ginástica Artística Masculina, AF para Ginástica Artística Feminina, PK para Parkour, GR para Ginástica Rítmica, TT para Trampolim e Tumbling.

#### Sênior
|                    | Jogos Olímpicos | Jogos Olímpicos | Jogos Olímpicos | Jogos Olímpicos | Campeonatos Mundiais | Campeonatos Mundiais | Campeonatos Mundiais | Campeonatos Mundiais | Campeonatos Mundiais | Campeonatos Mundiais | Campeonatos Mundiais | Copa do Mundo / Copa do Mundo Challenge | Copa do Mundo / Copa do Mundo Challenge | Copa do Mundo / Copa do Mundo Challenge | Copa do Mundo / Copa do Mundo Challenge | Copa do Mundo / Copa do Mundo Challenge | Copa do Mundo / Copa do Mundo Challenge | Copa do Mundo / Copa do Mundo Challenge | Jogos Mundiais | Jogos Mundiais | Jogos Mundiais | Jogos Mundiais | Número de | Número de | Número de |       |
| Nação              | MA              | WA              | RG              | TT              | AC                   | AE                   | AM                   | AF                   | PK                   | GR                   | TT                   | AC                                      | AE                                      | AM                                      | AF                                      | PK                                      | RG                                      | TT                                      | AC             | AE             | GR             | TT             | 1         | 2         | 3         | Total |
| ------------------ | --------------- | --------------- | --------------- | --------------- | -------------------- | -------------------- | -------------------- | -------------------- | -------------------- | -------------------- | -------------------- | --------------------------------------- | --------------------------------------- | --------------------------------------- | --------------------------------------- | --------------------------------------- | --------------------------------------- | --------------------------------------- | -------------- | -------------- | -------------- | -------------- | --------- | --------- | --------- | ----- |
| Checoslováquia     |                 |                 |                 |                 |                      |                      |                      |                      |                      |                      |                      |                                         |                                         |                                         |                                         |                                         |                                         |                                         |                |                |                |                | 7         | 1         | 0         | 8     |
| Alemanha Oriental  |                 |                 |                 |                 |                      |                      |                      |                      |                      |                      |                      |                                         |                                         |                                         |                                         |                                         |                                         |                                         |                |                |                |                | 6         | 1         | 0         | 7     |
| RGF                |                 |                 |                 |                 |                      |                      |                      |                      |                      |                      |                      |                                         |                                         |                                         |                                         |                                         |                                         |                                         |                |                |                |                | 1         | 0         | 0         | 1     |
| União Soviética    |                 |                 |                 |                 |                      |                      |                      |                      |                      |                      |                      |                                         |                                         |                                         |                                         |                                         |                                         |                                         |                |                |                |                | 13        | 0         | 0         | 13    |
| Equipe Unificada   |                 |                 |                 |                 |                      |                      |                      |                      |                      |                      |                      |                                         |                                         |                                         |                                         |                                         |                                         |                                         |                |                |                |                | 4         | 1         | 0         | 5     |
| Equipe Unificada   |                 |                 |                 |                 |                      |                      |                      |                      |                      |                      |                      |                                         |                                         |                                         |                                         |                                         |                                         |                                         |                |                |                |                | 1         | 1         | 0         | 2     |
| Alemanha Ocidental |                 |                 |                 |                 |                      |                      |                      |                      |                      |                      |                      |                                         |                                         |                                         |                                         |                                         |                                         |                                         |                |                |                |                | 7         | 1         | 2         | 10    |
| Iugoslávia         |                 |                 |                 |                 |                      |                      |                      |                      |                      |                      |                      |                                         |                                         |                                         |                                         |                                         |                                         |                                         |                |                |                |                | 2         | 2         | 0         | 4     |

1. ↑  Medalhas conquistadas por atletas da Boêmia (BOH) são oficialmente consideradas medalhas conquistadas pela Checoslováquia (TCH).[14]
2. ↑  Federação Russa de Ginástica.
3. ↑  De acordo com os resultados oficiais, as medalhas conquistadas pela Equipe Unificada (EUN) nos Jogos Olímpicos de 1992 são separadas das medalhas conquistadas pela União Soviética (URS). As medalhas conquistadas no Campeonato Mundial de Ginástica Artística de 1992 estão listadas nos documentos oficiais da FIG como medalhas para a Equipe Unificada (EUN) em vez de medalhas para a Comunidade dos Estados Independentes (CIS).[13]
4. ↑  Resultados alcançados por um atleta de Áustria-Hungria no 1911 são oficialmente creditados pela Federação Internacional de Ginástica à Iugoslávia (YUG), embora o nação não existia na época.[14]

#### Juvenil
|                 | Jogos Olímpicos da Juventude | Jogos Olímpicos da Juventude | Jogos Olímpicos da Juventude | Jogos Olímpicos da Juventude | Jogos Olímpicos da Juventude | Campeonato Mundial Juvenil | Campeonato Mundial Juvenil | Campeonato Mundial Juvenil | Campeonato Mundial Juvenil | Número de | Número de | Número de |       |
| Nação           | AC                           | AM                           | AF                           | GR                           | TT                           | AC                         | AM                         | AF                         | GR                         | 1         | 2         | 3         | Total |
| --------------- | ---------------------------- | ---------------------------- | ---------------------------- | ---------------------------- | ---------------------------- | -------------------------- | -------------------------- | -------------------------- | -------------------------- | --------- | --------- | --------- | ----- |
| CONs Mistos     |                              |                              |                              |                              |                              |                            |                            |                            |                            | 1         | 0         | 0         | 1     |
| União Soviética |                              |                              |                              |                              |                              |                            |                            |                            |                            | 1         | 0         | 0         | 1     |

1. ↑  Nos Jogos Olímpicos de Verão da Juventude de 2018, ginastas de diferentes nações competiram em equipes multidisciplinares mistas. Os pontos foram concedidos durante as qualificações e as equipes com mais pontos receberam medalhas de ouro, prata e bronze.